# Heteronympha maraia
Heteronympha maraia är en fjärilsart som beskrevs av Tindale 1952. Heteronympha maraia ingår i släktet Heteronympha och familjen praktfjärilar. Inga underarter finns listade i Catalogue of Life.